# ブゾヴァ (ブチャ地区)
ブゾヴァ (ウクライナ語: Бузова、英語: Buzova) は、ウクライナのキーウ州ブチャ地区（ラヨン）に位置する村である。2020年の地方行政区画改革の一環としてキーウ＝スヴィアトシン地区が廃止されるまで、同ラヨンに属していた。村の人口は1,548人。 M06幹線道路が村を貫通する。

## 歴史

### ロシアのウクライナ侵攻
2022年ロシアのウクライナ侵攻ではロシア軍はブゾヴァ・アリーナを攻撃し、村郊外にあるレクリエーション用滑走路を巡って争った。
2022年3月1日には、幹線道路沿いに位置するアドニス民間産科病院が爆撃されたと報じられ、これは激戦が報じられる数日前であった。後にロシア軍によって殺害された民間人の集団墓地が村で発見されたと報じられた。